# Miguel Nido
Miguel Nido (ur. 8 marca 1963 w Isla Verde) – portorykański tenisista, reprezentant kraju w Pucharze Davisa, olimpijczyk.
Miguel Nido dwukrotnie brał udział w zawodach gry pojedynczej na turnieju wielkoszlemowym – po raz pierwszy na US Open 1988, gdy odpadł w 1 rundzie. Rok później, także na US Open, awansował do 3 rundy, w której przegrał z Paulem Haarhuisem. W 1990 roku osiągnął również 2 rundę French Open w grze podwójnej.
Portorykańczyk reprezentował swój kraj w Letnich Igrzyskach Olimpijskich 1992. Razem ze swoim partnerem, Juanem Ríosem, ulegli w 1 rundzie gry podwójnej włoskiej parze Omar Camporese–Diego Nargiso wynikiem 1:6, 2:6, 3:6.
Nido reprezentował Portoryko w Pucharze Davisa od 1992 roku. Rozegrał łącznie 13 spotkań, z czego wygrał 9.